# Dothidea frangulae
Dothidea frangulae är en svampart som beskrevs av Fuckel 1870. Dothidea frangulae ingår i släktet Dothidea och familjen Dothideaceae.   Inga underarter finns listade i Catalogue of Life.